# Дорі (військова база)
32°02′36″ пн. ш. 34°51′26″ сх. д. / 32.04335° пн. ш. 34.85731944° сх. д.
Дорі (івр. מחנה דורי‎, Махане Дорі «Табір Дорі») — база Армії оборони Ізраїлю з прийому та розподілення новобранців. Названа на честь першого начальника Генерального штабу армії Якова Дорі. Знаходиться на території військової бази Тель га-Шомер. 